# Jättar och storhuvuden
| Jättar och storhuvuden |
| --- |
| Jättar på stadsfestivalen La Mercè i Barcelona. - Betydelse – jättelika processionsdräkter (helkropp eller huvud) - Användning – festtåg vid stadsfestivaler på bl.a. Iberiska halvön - Bakgrund – Corpus Christi-firande i Évora, 1265 - Varianter – i norra Frankrike, Belgien (då med drakar) och brasilianska Olinda - Olika namn – gigantes y cabezudos (spanska), gegants i cabuts (valencianska), gegants i capgrossos (katalanska), gigantones i cabeçudos (portugisiska), erraldoi eta buruhandiak (baskiska), gégants et dragons (franska) |

Jättar och storhuvuden (spanska: Gigantes y cabezudos) är en festivaltradition i främst Spanien och Portugal, där folk i processioner iklär sig antingen stora dockteaterhuvuden eller hela dockteaterkroppar i överstort format. Huvudena är i regel av papier maché, medan de stora kropparna mest är formade av kläder i matchande utseende. Traditionen, som har sitt ursprung i Corpus Christi-firandet, finns även med varianter i bland annat Belgien och Brasilien.

## Ursprung och spridning
Den första portugisiska Corpus Christi-processionen med gigantones e cabeçudos finns noterad från Évora år 1265. Där inkluderades även ormen, demonen och draken, tre representanter för de utmaningar som Jesus Kristus har att bemästra.
Förutom på Iberiska halvön har traditionen, med vissa variationer, spritts till bland annat orter i Brasilien, Belgien och nordligaste Frankrike. I Brasilien är det främst i staden Olinda där traditionen med processionsjättar lever vidare. I Belgien och nordligaste Frankrike har processionsjättarna kombinerats med drakar, i en tradition som 2008 av Unesco valdes till världsarv. Även i Katalonien är drakar en ofta förekommande ingrediens i processioner och andra sammanhang (se trencadís av Antoni Gaudí och den nordkatalanska rugbyklubben Dragons Catalans).

### Olika namn
På spanska kallas de här två relaterade fenomenen gigantes y cabezudos, på portugisiska gigantones e cabeçudos och på baskiska erraldoi eta buruhandiak.
Den här traditionen är inte minst livaktig i de östra delarna av Spanien, och de syns ofta under både Valencias Falles-firande och vid de många stadsfestivalerna i olika delar av Katalonien. Storhuvudena kallas här även för nans (dvärgar). På valencianska kallas begreppen gegants i cabuts, medan man i Katalonien (på katalanska) oftare ser dem beskrivas som gegants i capgrossos.

## Gestalter

### Jättar

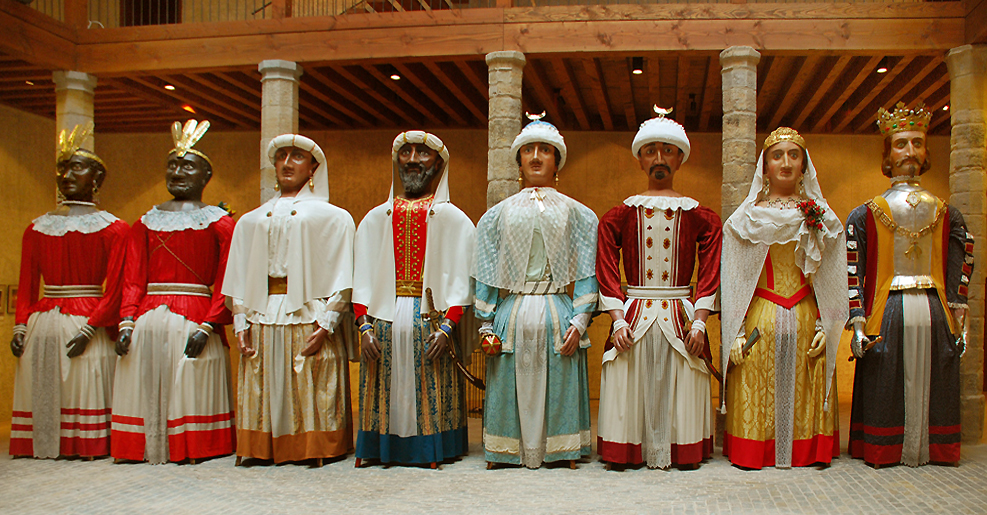
Jättar i navarresiska Pamplona.

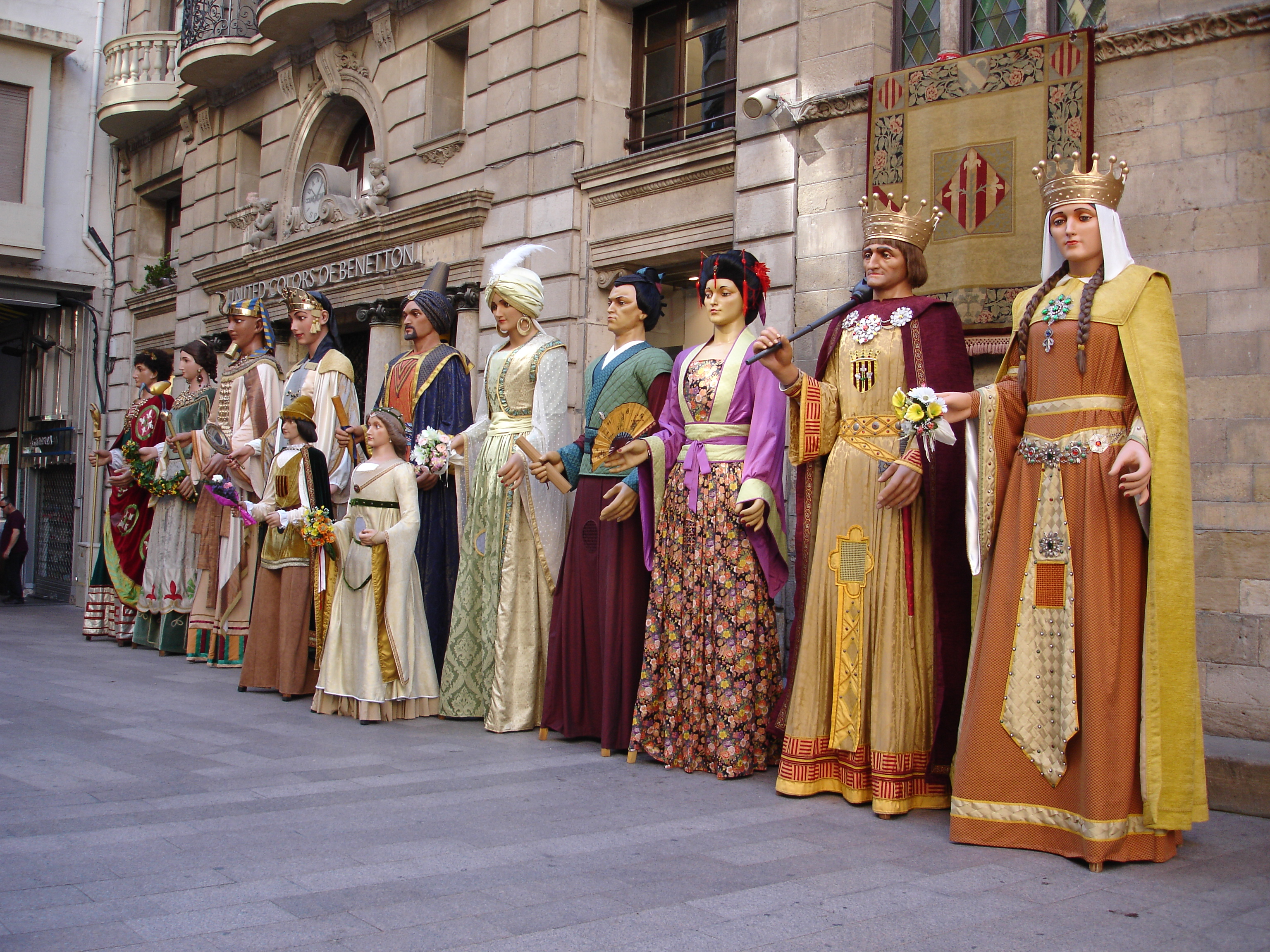
Jättar i katalanska Lleida.

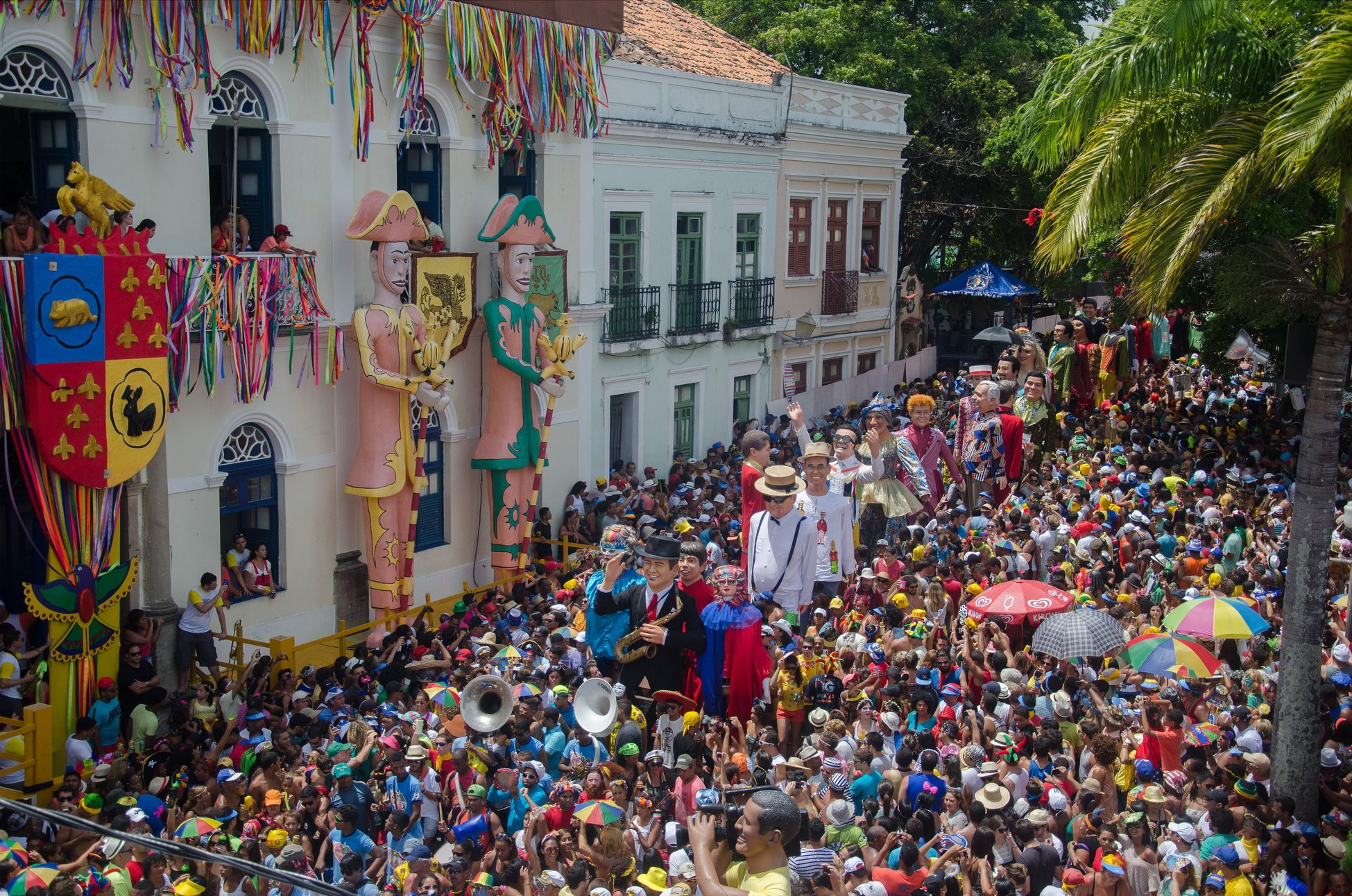
Bonecos i brasilianska Olinda.

Jättarna består i regel av ihåliga och ett antal meter höga figurer, med huvud och armar i papier maché och resten av kroppen täckt av tyg. Ramen är i regel av trä eller aluminium, och den täcks i sin helhet av jättens kläder. Armarna är i regel fasthållna och orörliga, oavsett att kroppen och huvudet kan vändas runt, styrd av bäraren inuti konstruktionen.
Bäraren har en sele på sina axlar, kopplad till jättens ram. Därmed kan jätten röra sig och delta i dans och andra processionsaktiviteter, till musik av en musikkår. Dansandet utförs i regel i par om två jättar, med en manlig jätte (spanska: gigante) och en kvinnlig jättinna (spanska: giganta).
Figurerna avbildar traditionellt olika arketyper kopplade till staden eller dess kultur/historia. Sådana exempel kan inkludera en borgare eller bondkvinna, eller historiska kända personer från trakten, inklusive någon kung, drottning, morer eller kristna ädlingar.

### Storhuvuden
Storhuvuden är mindre figurer, i regel stora som en människa men med överstora, huvuden av papier maché. Huvudena bärs tillsammans med en matchande kostym. Personen som bär storhuvudet använder en av sina händer till att hålla det stora papier maché-huvudet på plats, medan den andra handen bär en piska eller grisurinblåsa. De två sistnämnda har traditionellt syftat till att skrämma barn eller unga kvinnor. Bäraren kan se rakt genom storhuvudet, bland annat för att kunna identifiera och jaga efter barn eller unga kvinnor, även om man ofta stannar upp för att lugna ett skrämt barn.
Även storhuvudena är utformade för att representera arketyper med koppling till trakten.

## Gigantes y cabezudos
Gigantes y cabezudos är (förutom det spanska namnet på den här företeelsen) även en titel på en zarzuela från 1898, med musik av Manuel Fernández Caballero. Historien utspelas i Zaragoza och presenterar en samtida händelse, där den spanska armén återvänder från det katastrofala nederlaget i Kubanska självständighetskriget.
Berättelsen visas upp för publik under Zaragosas stadsfestival Fiestas del Pilar. Handlingen avslutas med en vild uppvisning av den regionala jota-musiken, där man koncentrerar sig på den sega och ihärdiga karaktären i det aragonska kynnet. Detta kynne jämförs här med de ständigt stridande jättarna och storhuvudena.

## Galleri

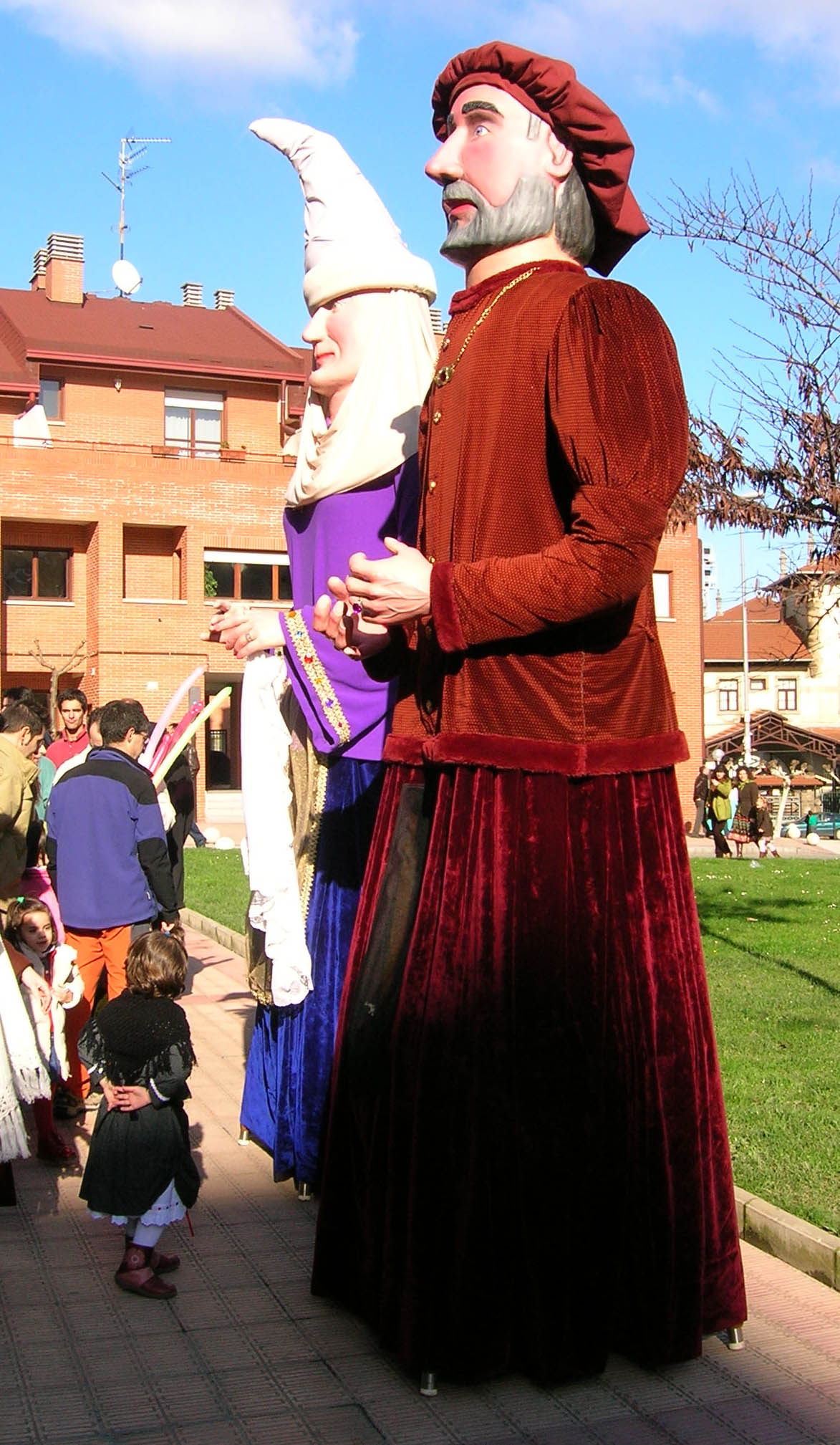
Jättar i Barakaldo (Baskien).
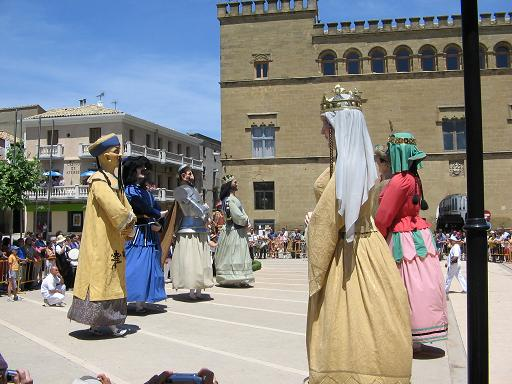
Jättepar från aragonska Zaragoza.
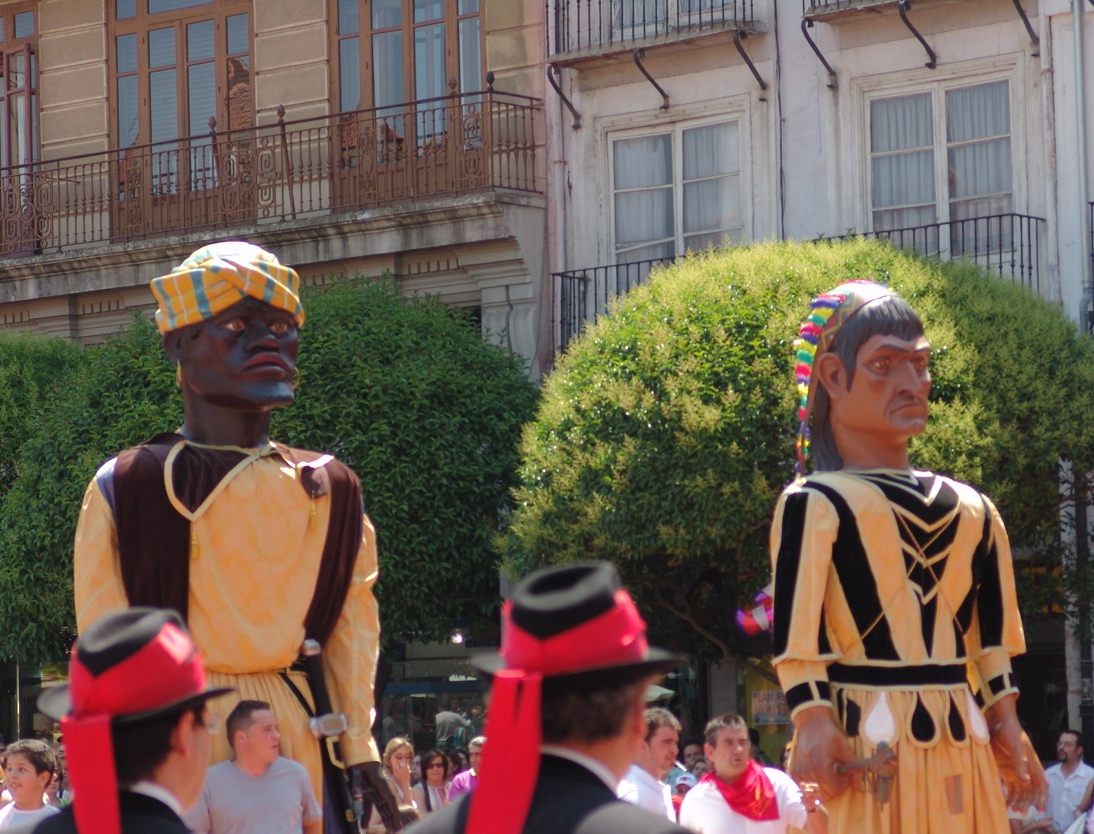
Jättepar representerande Afrika och Amerika, i kastilianska Burgos.
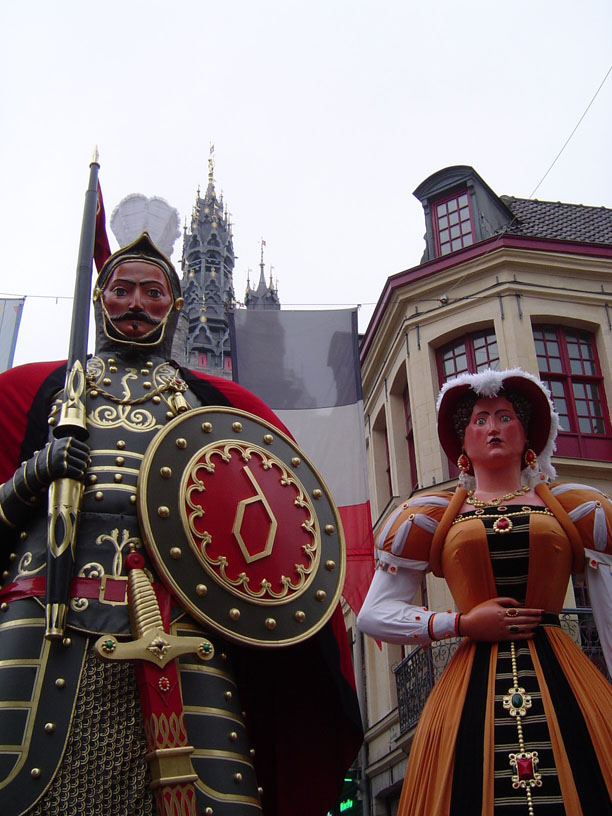
Jätteparet Gayant och Marie Cagenon i nordfranska Douai.